# Triptis
Triptis é uma cidade da Alemanha localizada no distrito de Saale-Orla, estado da Turíngia.
A cidade de Triptis é membro e sede do Verwaltungsgemeinschaft (plural: Verwaltungsgemeinschaften - português: corporações ou corpos administrativos centrais) de Triptis.